# Astacilla bocagei
Astacilla bocagei is een pissebed uit de familie Arcturidae. De wetenschappelijke naam van de soort is voor het eerst geldig gepubliceerd in 1903 door Nobre.